# Солинджер, Джейми
Джейми Паттерсон (англ. Jamie Patterson, урождённая Солинджер (англ. Solinger); род. 1975) — американская модель, победительница конкурса красоты Юная Мисс США 1992. Также участница конкурс красоты Миссис Америка 2005, занявшая титул 3-я Вице Мисс.

## Карьера модели
Модельную деятельность, Джейми начала с Miss Caboodles, спонсируемой журналом Teen Magazine. Вошла в шестёрку лучших и отправилась в Санта-Монику, на недельную фотосессию. Другой финалисткой стала Джули Клеффман - Юная Мисс Иллинойс 1992. По возвращении в родной штат, подписала контракт с Ford New York. Работала с журналами Seventeen и Glamour. Была замечена организатором конкурса Юная Мисс Айова и приглашена к участию в конкурсе. После участия в конкурсе, она переехала в Майами, где работала в Sunglass Hut, Newport News, JC Pennys, с некоторыми французскими издательствами и немецкими каталогами. В конце концов вернулась в Айову и сотрудничала с Hawthorne Direct.

## Юная Мисс США
Так как конкурс красоты транслировался в прямом эфире, но из-за опасности урагана Эндрю, ранее был записан. Паттерсон и 1-я Вице Мисс Анджела Логан Юная Мисс Оклахома были записаны победы, чтобы заинтриговать. Только Паттерсон была коронована в роли официальной победительницы.
Паттерсон стала первой и единственной Юной Мисс Айова и второй участницей от штата призовое место в национальном конкурсе. Участницы от штата Айова не занимали призовых мест с 1995 по 2003 года.

## Мисс США
Паттерсон выиграла титул Мисс Айова в 1998 году и участвовала в конкурсе красоты Мисс США 1998, на котором победила Шони Джеббия. Участница Юная Мисс США в 1994 году.
Это последний раз для победительницы Юная Мисс США, участвовавшая в другом конкурсе красоты Мисс США. До Келли Ху участвовавшая в 1993 году и Брэнди Шервуд участвовавшая в 1997 году.

## Миссис Америка
Паттерсон в 2004 году победила в конкурсе красоты Миссис Айова. В 2005 году стала 3-й Вице Мисс Миссис Америка.